# Памятник Алёше Пешкову (Нижний Новгород)
Алёша Пешков — скульптурная композиция, изображающая писателя Максима Горького в детском возрасте. Расположена в Нижнем Новгороде у дома Каширина (Почтовый съезд, дом 21), создана в 1955—1957 годах скульптором А. В. Кикиным.

## История создания
1 января 1938 года в доме Каширина — деда писателя — был открыт музей детства А. М. Горького. В 1956 году администрация музея решила установить во дворе музея памятник Горькому. На конкурсе победил проект А. В. Кикина. Открытие памятника состоялось в 1957 году.

## Описание памятника
Порывистый, мечтательный мальчик Алёша Пешков с книгой в руках, через которую он познаёт мир доброты и справедливости, — таким предстаёт будущий писатель в скульптуре из белого мрамора.